# Tour de Paraires
La tour de Paraires, avec la tour de Portopi, sont les deux uniques exemples de tours côtières aux îles Baléares. Elles sont situées dans le port de Portopí, un des ports de Palma de Majorque. Sa fonction était de signalisation et défensive. Les deux tours fermaient le port avec une chaîne.

## Bâtiment
La tour est de plan carré, avec couverture plate et les quatre murs sont aveugles avec des meurtrières comme seules ouvertures.
Les fondements sont d'époque romaine, protégés comme monument national (Bien d'Intérêt Culturel) en 1876.